# ديفيد فرانك
ديفيد فرانك (بالإنجليزية: David Frank)‏ هو منتج أسطوانات وملحن أمريكي، ولد في 13 نوفمبر 1952.

## وصلات خارجية
- الموقع الرسمي
- ديفيد فرانك على موقع ميوزك برينز (الإنجليزية)
- ديفيد فرانك على موقع أول ميوزيك (الإنجليزية)
- ديفيد فرانك على موقع ديسكوغز (الإنجليزية)